# Socarrats (malnom)
Amb l'apel·latiu "socarrats" són coneguts popularment els habitants de dos poblacions del País Valencià: Xàtiva i Cocentaina. La capital de La Costera va ser incendiada per les tropes de Felip V en la Guerra de Successió, l'any 1707, però, per a esbrinar per què reben aquesta denominació els ciutadans de Cocentaina, cal retrocedir més en el temps, fins a situar-nos en l'Edat Mitjana.
Durant el segle xiv el sud del jove Regne de València va patir tres incursions militars procedents del Regne de Granada. La que ens interessa relatar ara és la primera de totes elles, ocorreguda l'any 1304, que resultà nefasta per al poble. Tot i que no va ser l'única població envestida per les tropes musulmanes: se sap que Alcoi va resistir l'atac d'aquella milícia i la veïna localitat de Penàguila va córrer la mateixa sort que Cocentaina en ser també arrasada pels mateixos soldats.
L'exèrcit que saquejà i cremà Cocentaina era dirigit per un mercenari magribí anomenat Al-Abbas. Capità d'Al-Azraq, havia servit en 1303 Jaume el Just en la lluita contra el Regne de Castella, però en 1304 canvià de bàndol aliant-se amb el soldà de Granada.
Coneixedor del terreny com ningú, gràcies a haver servit en terres valencianes el monarca catalanoaragonès l'any abans, i amb la complicitat dels musulmans locals, en setembre de 1304 atacà la comarca al davant de 400 genets benimerins, amb l'objectiu d'apoderar-se de les collites o bé destruir-les. Va ser en eixa acció, amb suport del Regne de Granada, quan Cocentaina fou saquejada i incendiada.
L'atac d'en Al-‘Abbas al poble va ser tan sanguinari i va causar tants danys que Roger de Llúria, senyor de la vila en aquell fatídic any, veient el lamentable estat en el qual havia quedat Cocentaina, va perdonar als veïns el pagament de tots els impostos per tal que pogueren reparar els desperfectes causats per l'assalt dels musulmans granadins.